# Talladega Nights: The Ballad of Ricky Bobby
Talladega Nights: The Ballad of Ricky Bobby is een filmkomedie uit 2006 met in de hoofdrol Will Ferrell, Sacha Baron Cohen en John C. Reilly. De film werd geschreven en geregisseerd door Adam McKay. De film kwam in Nederland direct uit op DVD.
De film is de tweede film uit de Mediocre American Man Trilogy. Drie totaal verschillende films, geregisseerd door Adam McKay en met Will Ferrell in de hoofdrol. De eerste film uit de trilogie is Anchorman: The Legend of Ron Burgundy.

## Verhaal
Ricky Bobby (Will Ferrell) en zijn teamgenoot Cal Naughton Jr. (John C. Reilly) zijn onverslaanbaar in de Amerikaanse autosport NASCAR. Het wordt ze echter moeilijk gemaakt door Formule 1 coureur Jean Girard (Sacha Baron Cohen), die speciaal naar Amerika komt om Ricky Bobby te verslaan.

## Rolverdeling
| Acteur                | Personage         |
| --------------------- | ----------------- |
| Will Ferrell          | Ricky Bobby       |
| Sacha Baron Cohen     | Jean Girard       |
| John C. Reilly        | Cal Naughton Jr.  |
| Michael Clarke Duncan | Lucius Washington |
| Leslie Bibb           | Carley Bobby      |
| Amy Adams             | Susan             |
| Gary Cole             | Reese Bobby       |
| Jane Lynch            | Lucy Bobby        |

## Prijzen/nominaties
- 2007 MTV Movie Awards
 Gewonnen: Best Kiss (Will Ferrell en Sacha Baron Cohen)
- 2007 People's Choice Award
 Genomineerd: Favorite Movie Comedy